# Dvobarvni netopir
Dvobarvni netopir (znanstveno ime Vespertilio murinus) je srednje velika vrsta netopirjev, razširjena v Evropi in Aziji.

## Opis
Odrasli dvobarvni netopir doseže dolžino okoli 6,4 cm in ima razpon prhuti med 27 in 33 cm. Tehta med 12 in 23 grami. Ime je dobil po dvobravnem kožuhu. Po hrbtu je rdečkasto do temno rjave barve, dlaka pa ima srebrne konice. Trebuh je bel ali siv, uhlji, prhuti ter obraz pa so črni ali temno rjavi. Uhlji so kratki, široki in zaobljeni.
Najvišja zabeležena starost teh netopirjev je 12 let. Samice se med vzgojo mladičev zbirajo v kolonije od 50 pa do nekaj sto osebkov, običajno med majem in julijem. Samice skotijo v juniju običajno po dva mladiča, ki postaneta samostojna po 3 do 4 tednih. Samci se v skupine do okoli 250 osebkov zbirajo le spomladi in v zgodnjem poletju. Za to vrsto netopirjev je značilna sezonska migracija, najdaljšo pa so zabeležili leta 1989, ko so označeni osebki opravili pot dolgo 1440 km. Dvobarvni netopirji hibernirajo med oktobrom in marcem, med hibernacijo pa se ne združujejo v kolonije.

## Eholociranje
Za lov uporabljajo eholociranje na frekvencah med 25 in 27 kHz. Najpogosteje lovijo v mraku na višinah med 10 in 20 m nad travniki, gozdovi in vodami, v urbanem okolju pa tudi nad uličnimi svetilkami. Kadar je prehladno ne lovijo.